# Baptiste Paugam
Pour les articles homonymes, voir Paugam.
Baptiste Paugam, né le 17 octobre 1981 à Brest, est un para pongiste français.

## Carrière
Il est champion d'Europe par équipes en 2005 et également médaillé de bronze par équipes aux Mondiaux de 2006.
Au niveau national, il est sacré champion de France en double en 2005 avec Karim Boumedouha. En 2010, il conserve son titre de champion de France classe 10.